# Península de Azuero

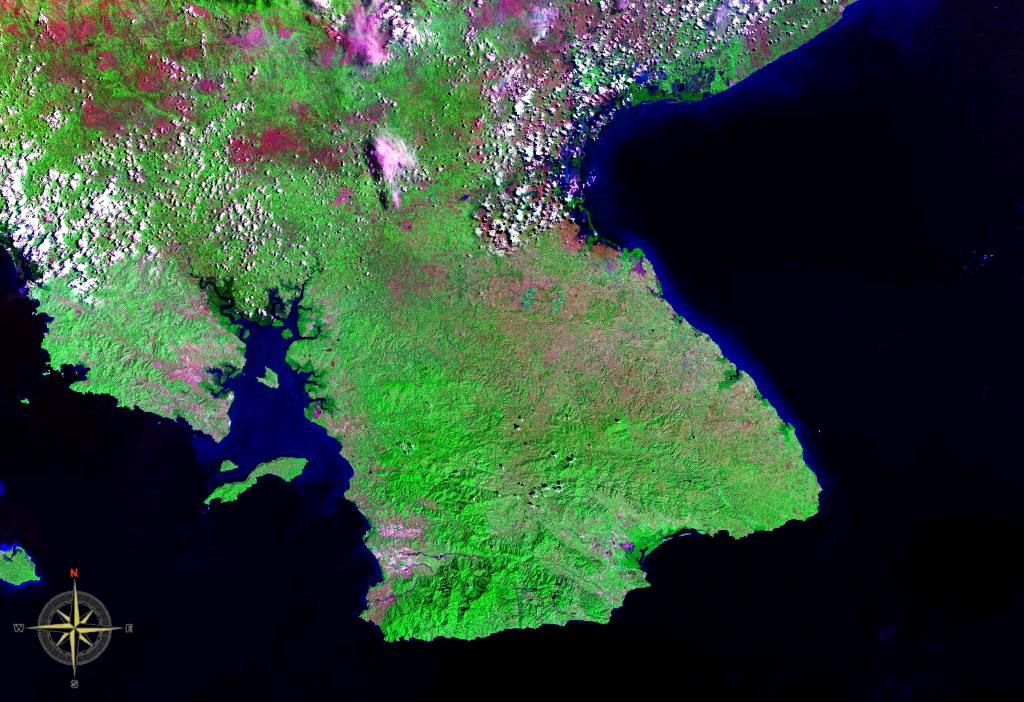
Península de Azuero em imagem de satélite (falsa cor)

A península de Azuero é um acidente geográfico do Panamá conhecido como o ponto mais meridional do país, no litoral pacífico.
É a península mais meridional da América Central. Está rodeada pelo oceano Pacífico a sul e oeste e pelo golfo do Panamá a leste. Compreende a totalidade das províncias de Herrera e Los Santos, e a parte sudeste da província de Veraguas, no Panamá.
O seu nome é uma homenagem a Vicente Azuero (1787-1844), advogado, político e jornalista colombiano.